# Васильева, Нина Васильевна (бригадир)
Нина Васильевна Васильева (1915—1993) — бригадир комплексной бригады (Псковская область), Герой Социалистического Труда.

## Биография
Родилась 15 января 1915 года в деревне Хашки (ныне — Палкинского района Псковской области) в крестьянской семье.
Окончила 4 класса школы. С 1928 года работала рабочей льнозавода в деревне Новая Уситва Палкинского района, с 1931 года — учётчик, заведующая молочно-товарной фермой в колхозе «Путь Ильича». С 1958 года и до выхода на пенсию — бригадир комплексной (полеводческой) бригады. После выхода на пенсию продолжала работать бригадиром в колхозе «Путь Ильича».
Член КПСС. Избиралась делегатом XXII съезда КПСС, депутатом Верховного Совета РСФСР, делегатом III Всесоюзного съезда колхозников; депутатом Новоуситовского сельсовета, работала в комиссии по сельскому хозяйству.
Умерла 19 августа 1993 года в деревне Новая Уситва Палкинского района. Похоронена там же.

## Память
Бюст Н. В. Васильевой установлен в посёлке Палкино (июль 2001).

## Награды
- медаль «Серп и Молот» Героя Социалистического Труда (11.12.1973) — за большие успехи, достигнутые во Всесоюзном социалистическом соревновании, и проявленную трудовую доблесть в выполнении принятых обязательств по увеличению производства и продажи зерна и других продуктов земледелия
- два ордена Ленина
- орден Трудового Красного Знамени
- медали, в том числе медали ВДНХ СССР.